# Savonlinnan Työväen Palloseura
Savonlinnan Työväen Palloseura („Arbeiter-Ballklub Savonlinna“, Abkürzung STPS) ist ein Fußballverein aus Savonlinna in Finnland. Aktuell spielt er in der Kolmonen, der vierthöchsten Liga Finnlands.
Der Klub, in dessen Vergangenheit die Arbeiterbewegung eine wichtige Rolle spielte – der Verein gehört dem finnischen Arbeitersportverband TUL an, wurde 1947 gegründet. Von 1979 bis 1980 spielte die erste Mannschaft unter dem Namen Estura, in den 1990er Jahren als FC Savonlinna.
Mit rund 650 in zahlreichen Männer-, Frauen- und Jugendmannschaften aktiven Mitgliedern ist STPS der größte Sportverein in Savonlinna. Besonders erfolgreich ist er im Futsal, wo die Frauenmannschaft 2005 finnischer Meister wurde.

## Erwähnenswerte Spieler
- Juuso Kautonen
- Teemu Pulkkinen
- Heikki Pulkkinen
- Aapo Raninen
- Ville Saajanlehto
- Toni Loikkanen